# Пайкенд
Пайкенд (Байканд) е древен град в Азия, разположен на 40 километра западно от Бухара в днешен Узбекистан.

## Древен и ранносредновековен период
Сведения за най-старото селище на мястото на Пайкенд датират от III век преди нашата ера, когато в североизточния му край е построена квадратна цитадела със светилище на огъня и резиденция на владетеля. В западната част на града са добре запазени останки от десет правоъгълни кули — образци на согдианската на военна архитектура от V—VI век. В края на VIII — началото на IX век във външния град (шахристан) възникват рабади — занаятчийски работилници и казарми. Според някои съобщения Пайкенд е бил свободен град със собствена система на вътрешно самоуправление.
В началото на средновековието Пайкенд и Самарканд са основните търговски центрове на Средна Азия. Китайските източници от началото на новата ера споменават Пайкенд под името Би (畢); Фирдоуси в своята поема "Шах-наме" съобщава, че Кей-Хосров построява в Пайкенд онзи Храм на огъня, в който е написана свещената книга на зороастрийците Авеста. Историците Ат-Табари, Ибн Хордадбех и Ибн ал-Факих го наричат  „Мадина ал-туджар“ — „Градът на търговците“, а Наршахи (899—959) в „История на Бухара“ нарича Пайкенд "Шахристан — и роин" — „Бронзовия шахристан“ или „Медния град“ заради мощните крепостни стени. Историците Томашек и Маркварт отъждествяват Пайкенд с резиденцията на ефталитските царе.
В 706 г. арабският пълководец и наместник на Хорасан — Кутейба ибн Муслим, обсажда Пайкенд и след като подкопава крепостните стени овладява града и придобива голяма плячка. След IX в. Пайкенд се превръща в един от центровете на исляма, след като по време на царуването на династията на Саманидите тук е извършено значително строителство. Построена е голяма съборна джамия, а днес в близост до нея при разкопки са открити основите на минаре от IX век. То е с диаметър около 11 метра, което е почти с 1 м повече от размера на известното минаре Калян в Бухара.

## Пайкенд в IX—XII век
При разкопки в Пайкенд е открита най-старата аптека в Централна Азия, датирана от 790 година. В 921 арабският дипломат Ибн Фадлан посещава Байканд по време на пътуването си до Волжка България..
В началото на XI в. животът в града замира, вероятно поради липсата на вода. Градът е изоставен след като Караханид Арслан хан през XII в. предприема неуспешен опит за прекарване на водоснабдителен канал от Зарафшан.

## Допълнително четиво
- А. Р. Мухамеджанов, Ш. Т. Адылов, Д. К. Мирзаахмедов, Г. Л. Семенов, «Городище Пайкенд. К проблеме изучения средневекового города Средней Азии», Издательство «Фан», Ташкент 1988.